# Курдиани, Захарий Александрович
Захарий Александрович Курдиани (груз. ზაქარია ქურდიანი, 14 июня 1909 года, Ашхабад — 22 апреля 1983 года, Тбилиси) — грузинский советский архитектор. Заслуженный инженер Грузинской ССР (1965). 

## Биография
Окончил Грузинский индустриальный институт в 1932 году, получил специальность инженера и архитектора. Профессиональную карьеру начал в 1926 году в исполкоме Тифлисского горсовета, где проработал 28 лет.
Был главным архитектором Тбилиси (1944—1953). С 1954 по 1970 год был членом коллегии Госстроя Грузии и возглавлял Управление градостроительства.

## Проекты
- Парк Мтацминда (1936—1938)
- Реконструкция Тбилисского фуникулёра
- Генеральный план развития и реконструкции Тбилиси (1934—1936) и (1948—1952)

## Память
Именем Захария Курдиани названа одна из улиц Тбилиси.
Мемориальная доска на верхней станции Тбилисского фуникулёра